# İpek Şenoğlu
Ipek Şenoğlu, née le 8 juin 1979 à Eskişehir (Turquie), est une joueuse de tennis turque, professionnelle depuis 1995.
Sa surface de prédilection est la terre battue. Elle est entraînée par Olivier Vanneste.
Le 15 mai 2005, elle a joué avec la star américaine de tennis Venus Williams sur le Pont du Bosphore, le premier match de tennis jamais joué sur les deux continents. La manifestation a été organisée comme une promotion de l'édition 2005 du WTA Istanbul Cup à venir et a duré cinq minutes. Après l'exhibition, elles ont jeté une balle de tennis dans le Bosphore,.

## Palmarès

### Titre en double dames
Aucun

### Finale en double dames
| No | Date       | Nom et lieu du tournoi | Catégorie | Dotation  | Surface      | Vainqueures                     | Partenaire           | Score    |          |
| -- | ---------- | ---------------------- | --------- | --------- | ------------ | ------------------------------- | -------------------- | -------- | -------- |
| 1  | 14/04/2008 | Estoril Open Estoril   | Tier IV   | 145 000 $ | Terre (ext.) | Maria Kirilenko Flavia Pennetta | Mervana Jugić-Salkić | 6-4, 6-4 | Parcours |

## Parcours en Grand Chelem

### En simple
N'a jamais participé à un tableau final.

### En double dames
| Année | Open d'Australie              | Open d'Australie          | Internationaux de France     | Internationaux de France | Wimbledon                     | Wimbledon                  | US Open                       | US Open                    |
| ----- | ----------------------------- | ------------------------- | ---------------------------- | ------------------------ | ----------------------------- | -------------------------- | ----------------------------- | -------------------------- |
| 2004  | -                             | -                         | -                            | -                        | -                             | -                          | 3e tour (1/8) L. Granville    | V. Ruano Paola Suárez      |
| 2005  | 2e tour (1/16) Beygelzimer    | J. Russell M. Santangelo  | -                            | -                        | -                             | -                          | -                             | -                          |
| 2008  | -                             | -                         | -                            | -                        | -                             | -                          | 1er tour (1/32) M. Rybáriková | S. Lisicki Aravane Rezaï   |
| 2009  | 1er tour (1/32) Tamira Paszek | Klaudia Jans A. Rosolska  | 1er tour (1/32) Y. Wickmayer | Chuang C.J. Sania Mirza  | 3e tour (1/8) Kaia Kanepi     | A.-L. Grönefeld Vania King | 2e tour (1/16) Y. Shvedova    | D. Hantuchová Ai Sugiyama  |
| 2010  | 1er tour (1/32) Y. Shvedova   | Chuang C.J. Květa Peschke | 1er tour (1/32) T. Poutchek  | V. Dushevina E. Makarova | 1er tour (1/32) Anabel Medina | J. Janković C. Scheepers   | 2e tour (1/16) V. Diatchenko  | Elena Vesnina V. Zvonareva |
| 2011  | -                             | -                         | 1er tour (1/32) R. Marino    | N. Grandin V. Uhlířová   | 1er tour (1/32) R. Marino     | N. Grandin V. Uhlířová     | -                             | -                          |

Sous le résultat, la partenaire ; à droite, l’ultime équipe adverse.

## Parcours en «Premier Mandatory» et «Premier 5»
Découlant d'une réforme du circuit WTA inaugurée en 2009, les tournois WTA « Premier Mandatory » et « Premier 5 » constituent les catégories d'épreuves les plus prestigieuses, après les quatre levées du Grand Chelem.

### En double dames
N.B. : le nom de la partenaire se trouve sous le résultat ; le nom des ultimes adversaires se trouve à droite.

## Classements WTA en fin de saison

### En simple
| Année | 1996 | 1997 | 1998 | 1999 | 2000 | 2001 | 2002 | 2003 | 2004 | 2005 | 2006 | 2007 | 2008 |
| Rang  | 844  | 1045 | -    | 777  | 719  | 644  | 570  | 311  | 307  | -    | 576  | 530  | 769  |

Source : (en) « Classements de İpek Şenoğlu », sur le site officiel du WTA Tour

### En double
| Année | 1996 | 1997 | 1998 | 1999 | 2000 | 2001 | 2002 | 2003 | 2004 | 2005 | 2006 | 2007 | 2008 | 2009 | 2010 | 2011 | 2012 |
| Rang  | 395  | -    | -    | 445  | 445  | 572  | 538  | 223  | 101  | 221  | 228  | 125  | 90   | 55   | 91   | 103  | 829  |

Source : (en) « Classements de İpek Şenoğlu », sur le site officiel du WTA Tour